# 나희필
나희필(羅熙弼, 1926년 7월 2일 ~ 1993년 9월 16일)은 대한민국의 군인, 정치인이다. 6.25 전쟁 때는 대대장으로 참전하였고, 베트남 전쟁에도 참전하였다. 술과 담배를 철저히 멀리했으며 박정희 대통령의 술 권유를 물리친 몇 안 되는 장성으로도 유명하였다. 27사단장과 육군대학 총장을 지내며 장병들의 선교에 앞장섰으며, 장애인 복지를 위해 재산을 기증하였다.

## 생애
- 평안남도 용강군 출신
- 육군 사병 입대, 육군사관학교 교도대 전속
- 육군사관학교 교도대 병사로 복무 중 육군사관학교에 입교
- 1948년 육군사관학교 5기 졸업, 소위 임관
- 1948년 육군 제5연대 제2대대장 부관
- 1949년 육군보병학교 수료
- 1950년 미국 미주리 종합군사학원 수료
- 1950년 육군 대위
- 6.25 전쟁 때 수도경비사령부 제25연대 제2대대장 직무대리로 참전
- 1950년 6월 26일 6.25 전쟁 직후 의정부 전투, 동두천 지구 전투, 포천지구 전투 등에 출전
- 1952년 육군대학 입교
- 1953년 육군대학 수료
- 1955년 국방대학교 입교
- 1956년 국방대학교 수료
- 1956년 육군대학 근무[2]
- 1957년 51연대 연대장
- 1960년 국방대학원 행정학 석사
- 1961년 2군 사령부 인사담당 참모
- 1961년 5.16 군사 정변에 참여
- 1965년 군사고등재판소 재판관
- 베트남 전쟁에 참여, 이때 참전 장교 위로차 지급된 여성을 홀로 거절하였다.
- 1967년 27보병사단 사단장
- 1968년 27사단 재직 중 박정희의 술 권유를 신앙을 이유로 적극 거절하여 화제가 되다.
- 1969년 육군본부 관리참모부 차장
- 3군 사령부의 창설에 참여
- 1973년 1월 20일  3군사령부 창설 준비위원회 조직, 나희필 소장은 위원장으로 취임, 3군사령부 창설 직전까지 이를 주관하였다.
- 1973년 3군사령부 참모장
- 1974년 육군본부 작전 참모부장
- 예비사단장
- 1975년 육군 대학 총장
- 1977년 육군 소장 예편
- 1977년 중앙정보부 차장보
- 1978년 11월 16일 국가안보회의 비상기획위위원회 부위원장(차관급)
- 1981년 1월 국가안전기획부 차장보
- 1982년 5월 20일 국가안보회의 상근위원 겸 비상기획위위원회 위원장(장관급) 겸 국무위원
- 1982년 5월 21일 국가안전보장회의 상임위원(장관급)
- 1984년 5월 4일 한국조폐공사 이사장(~1987년)
- 1987년 4월 27일 한국조폐공사 이사장 재임명(~1989년)
- 1989년 한국조폐공사 이사장 퇴직
- 서울 새문안교회 장로
- 1993년 9월 19일 서울국군통합병원에서 사망

## 상훈 경력
- 충무무공훈장
- 대통령 표창

## 기타
6.25 전쟁 당시 그는 상관인 연대장이 주는 술을 거절하였다. 연대장은 사회생활을 하려면 술은 어쩔 수 없이 마셔야 된다고 하였지만 그는 술을 마실 수 없다고 거절하였다. 1968년 27사단장으로 있을 때 그는 박정희 대통령이 주최한 만찬에서 직접 대통령이 따라 준 술을 끝까지 거절하여 다른 장군들을 놀라게 하였다. 거듭 술을 권하던 박정희 대통령은 민망해 했고 장내는 얼어붙었지만 그는 소신을 굽히지 않았다. 박종규 경호실장이 그를 힐책하기도 했다. 그는 인사불이익을 받을 것이라고 예상되었지만 오히려 소장으로 진급하였다. 그는 기독교 신자로 신앙과 성경 교리에 철저하였으며, 평생 술, 담배, 여자를 철저히 배격하였다.

## 같이 보기
- 6.25 전쟁
- 한국조폐공사
- 대한민국 비상기획위원회
- 이종찬

## 참조
1. ↑  화제의책/ 신앙의 장군 나희필 장로
2. ↑  정승화, 《대한민국 군인 정승화》 (휴먼앤북스, 2002) 245페이지